# Tekeh Sar
Tekeh Sar (persiska: تكه سر, تكه لر) är en del av en befolkad plats i Iran.   Den ligger i provinsen Golestan, i den norra delen av landet, 400 km nordost om huvudstaden Teheran. Tekeh Sar ligger 94 meter över havet och antalet invånare är 966.
Terrängen runt Tekeh Sar är huvudsakligen platt. Tekeh Sar ligger uppe på en höjd. Runt Tekeh Sar är det ganska glesbefolkat, med 48 invånare per kvadratkilometer. Närmaste större samhälle är Gonbad-e Kāvūs, 17,0 km sydväst om Tekeh Sar. Trakten runt Tekeh Sar består till största delen av jordbruksmark.